# 藍色霹靂號
《藍色霹靂號》（Blue Thunder）是1983年上映的美國動作電影，由約翰·貝德漢（John Badham）導演，羅伊·謝德（Roy Scheider）與丹尼爾·史登（Daniel Stern）等人主演。除了電影本身外，製作團隊也以拍攝電影過程中累積的毛片為基礎，改編拍攝成一部11集長的同名電視影集，於隔年（1984年）在美國廣播公司（ABC）的電視頻道上播放。

## 簡介
《藍色霹靂號》一片的劇情是以一架同名的直昇機作為主軸。片中的藍色霹靂號是一架隸屬於洛杉磯警察局（LAPD），擁有匿蹤、電子監聽與遠端監視等特殊功能且具有強大火力的高科技直昇機。主角羅伊·謝德飾演的直昇機飛行警官法蘭西斯·「法蘭克」·墨菲（Francis McNeil "Frank" Murphy）是一名罹患有創傷後壓力症候群（PTSD）的越戰退役軍人，因為駕駛技術高超獲得駕駛新型直升機的機會。法蘭克隨隊出了兩次任務後，某夜在測試直升機遠端監聽性能時，意外聽到警界高層與參議員的密談。得知警界高層真正的目的，乃是要利用他販運毒品，並在就職大會上狙擊美國總統，事後將罪過推給他。法蘭克隨即劫持藍色霹靂號直升機，隨即在空中遭到全面通緝，警界高層出動兩架F-16戰鬥機攻擊藍色霹靂號，打算用飛彈把他打下來。雙方在舊金山唐人街上空展開空中戰鬥。法蘭克以直升機優秀的盤旋能力迴避F-16戰機發射的響尾蛇飛彈並擊落了其中一架F-16，後因F-16未命中目標的飛彈造成市區受害而中止追捕。順利擺脫追擊的法蘭克，將藍色霹靂號直升機停在平交道旁火車行駛的軌道上。當火車經過時，這台造價千萬的直升機隨即被摧毀成一堆廢鐵。

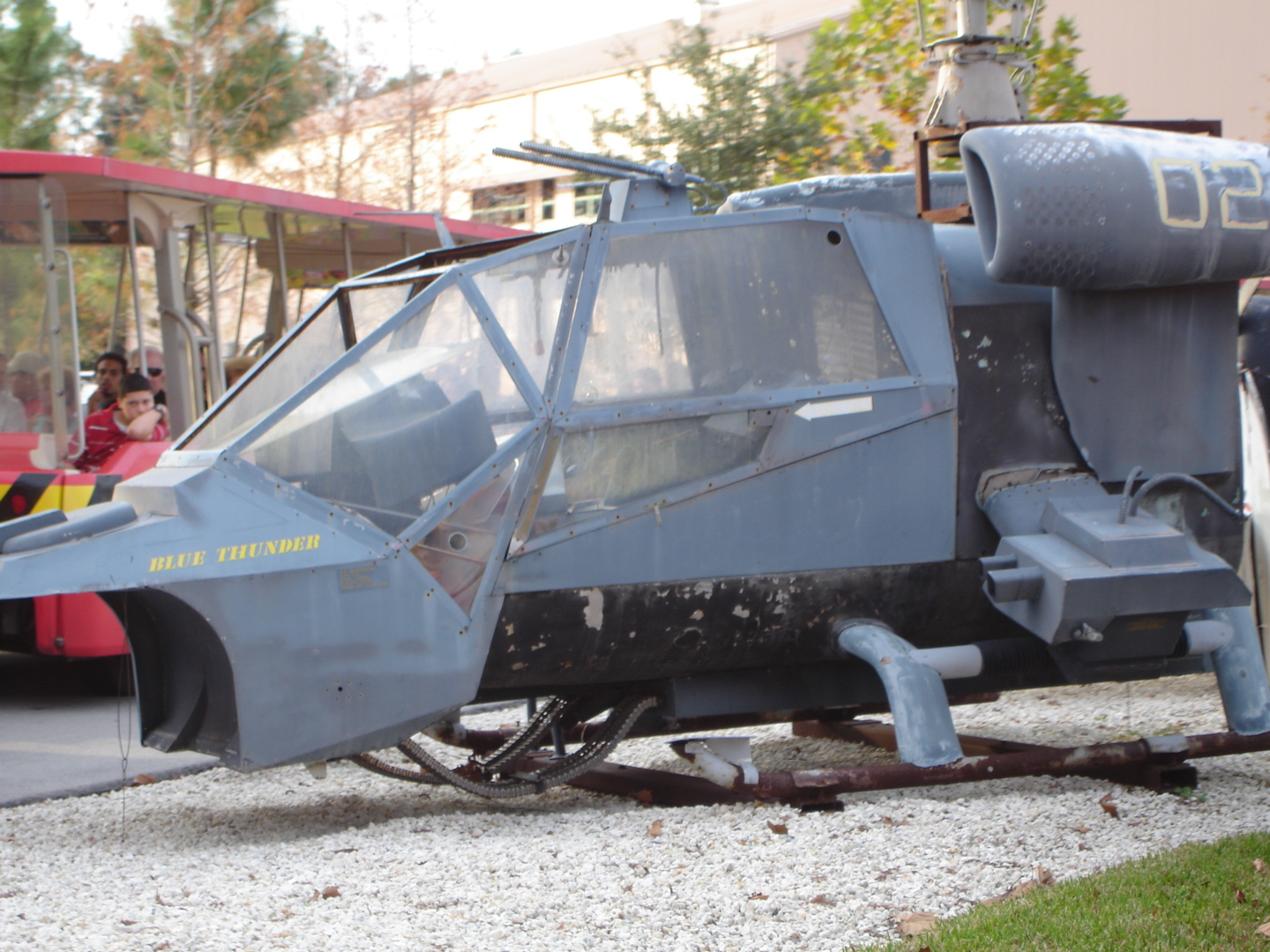
在迪士尼好萊塢影城展示的藍色霹靂號模型。

為了打造出一架符合劇情設定的高科技直昇機，劇組向法國航太購買了兩架SA-341G瞪羚式（Gazelle）直昇機，並經相當程度的改裝，賦予它們一類似AH-64阿帕契攻擊直昇機般的外觀風格。
《藍色霹靂號》於1983年5月13日在美國本土上映首個週末，就以8,258,149美元奪下當週末的票房冠軍，擠下前一週的票房冠軍《閃舞》（Flashdance）。在66天長的放映期中，此片總共創下超過4200萬美元的成績。

## 衍生作品
- 《藍色霹靂號》： 《藍色霹靂號》電視影集。於1984年播出，以電影版部分毛片為基礎重製的同名電視影集。故事內容以另一台藍色霹靂號的原型機並未被摧毀，結果成為洛杉磯警局(LAPD)的秘密武器。駕駛者及支援者、維修者等五人小組負責掃蕩犯罪為故事主軸。可惜影片第九、十集因涉及洛杉磯近郊韓國夜店販賣毒品被直升機掃蕩以及影片本身太過「白人警察至上」及對少數族裔之詆毀內容。被強烈抗議而下架並終止播映。之後一年就發生種族衝突的洛杉磯大暴動。影集版在台灣則曾由華視購入播出。
- 《藍色霹靂號》（Thunder Blade）：世嘉（Sega）以電影劇情為參考，最早在1987年時以街機平台所推出的體感電子遊戲，之後又陸續於多個電視遊樂器平台發行。

## 外部連結
- 互联网电影数据库（IMDb）上《藍色霹靂號》的资料（英文）